# Csikóstőttős
Csikóstőttős ist eine ungarische Gemeinde im Kreis Dombóvár im Komitat Tolna.

## Geografische Lage
Csikóstőttős liegt 42 Kilometer westlich des Komitatssitzes Szekszárd und 3 Kilometer südlich der Kreisstadt Dombóvár an dem Kanal Hábi csatorna. Nachbargemeinden sind  Kaposszekcső und Mágocs.

## Geschichte
Im Jahr 1913 gab es in der damaligen Kleingemeinde 258 Häuser und 1513 Einwohner auf einer Fläche von 3742 Katastraljochen. Sie gehörte zu dieser Zeit zum Bezirk Hegyghát im Komitat Baranya.

## Söhne und Töchter der Gemeinde
- Árpád Csekovszky (1931–1997), Bildhauer und Keramiker

## Sehenswürdigkeiten
- Árpád-Csekovszky-Reliefgedenktafel, erschaffen von Gábor Varga
- Aussichtsturm (Kilátó)
- Elek-apó-Brunnen, in Gedenken an den Schriftsteller Elek Benedek
- Evangelische Kirche, erbaut 1886–1887
- 1956er-Denkmal, erschaffen von Juhos László Szatmári
- Römisch-katholische Kirche Szentháromság, erbaut 1789 im barocken Stil
  - Szentháromság-Statue (Szentháromság-szobor) vor der Kirche
- Statuen Ambrus, Assisi Szent Ferenc und Huszár, erschaffen von Sándor Ambrus
- Szent-István-Statue (Szent István-szobor), erschaffen von Béla Domonkos
- Weltkriegsdenkmal (I. és II. világháborús emlékmű)

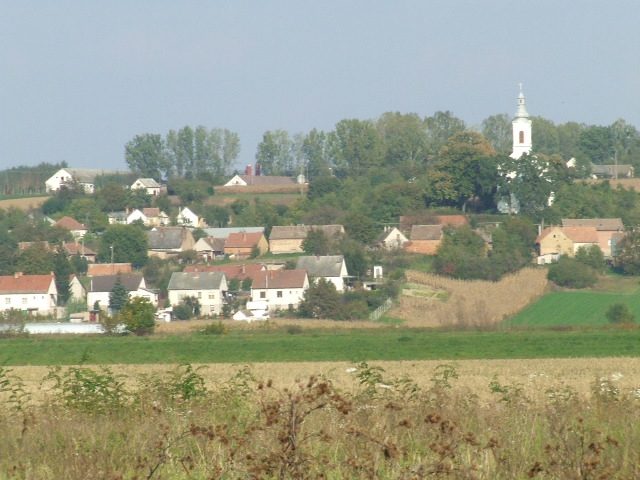
Blick auf Csikóstőttős mit der evangelischen Kirche
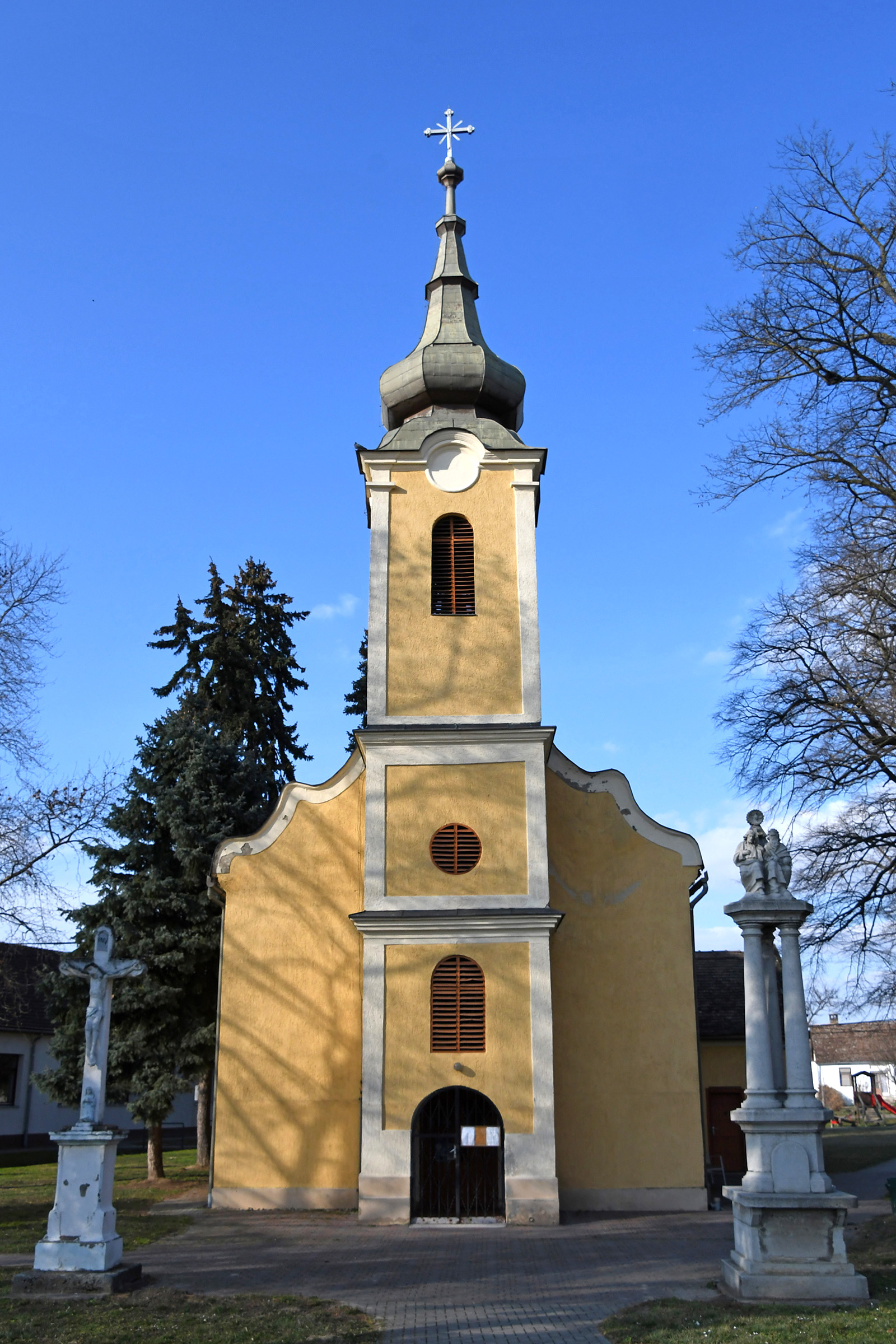
Römisch-katholische Kirche Szentháromság

## Verkehr
Durch Csikóstőttős verläuft die Nebenstraße Nr. 6534. Die Gemeinde ist angebunden an die Eisenbahnstrecke von Dombóvár nach Bátaszék. Zudem bestehen Busverbindungen in die Nachbargemeinden Kaposszekcső und Mágocs sowie nach Dombóvár.